# Eleanor Antin
Eleanor Antin, née le 27 février 1935 à New York, est une artiste conceptuelle et féministe américaine. Elle vit et travaille à San Diego aux États-Unis.
Elle travaille la performance, l'installation, la photographie et la vidéo. Son œuvre manie les problématiques de l'identité féminine et de l'exploration de soi. 

## Biographie
Eleanor Fineman est née dans le Bronx le 27 février 1935. Ses parents, Sol Fineman et Jeanette Efron sont juifs polonais récemment immigrés aux États-Unis. Ils sont athée et marxistes. 
Elle fréquente l'école d'art et de musique du Bronx, puis la New School for Social Research et enfin de City College de New York, dont elle sort diplômée en 1958. C'est là qu'elle rencontre le poète David Antin qui devient son mari en 1961. 
Elle étudie le théâtre et obtient quelques rôles, notamment une lecture performée sur scène avec Ossie Davis à la première convention NAACP. Elle et son mari déménagent sur la côte ouest à San Diego en 1969. Elle enseigne alors à l'Université de Californie à Irvine de 1974 à 1975. 
En 1972, elle est incluse dans Some Living American Women Artists, un collage féministe de Mary Beth Edelson.
De 1975 à 2002, elle est professeure d'arts visuels à l'Université de Californie à San Diego.

## Œuvre
Le travail d'Eleanor Antin est dominé par la question de l'identité féminine et du rôle des femmes dans la société. Dans une notice pour le Brooklyn Museum, elle se dit « déterminée à représenter les femmes sans pathos ni impuissance ».
Lorsqu'elle commence sa carrière artistique à New York, l'artiste utilise la peinture et les assemblages. À partir des années 1960, les projets conceptuels deviennent le cœur de son travail. 
Pour la première œuvre de ce genre, Blood of a Poet Box réalisé entre 1965 et 1968, elle prélève plus de 100 échantillons de sang à des poètes, parmi lesquels Allen Ginsberg ou Lawrence Ferlinghetti et les place sur des lames de microscope. Cette œuvre inspirée du film de Jean Cocteau, Le Sang d'un Poète, est entrée dans la collection de la Tate Modern à Londres.
100 Boots est l’œuvre conceptuelle la plus connue d'Eleanor Antin. Elle photographie des paires de bottes de l’US Navy, dans différents lieux. Elle en tire 51 cartes postales dont les légendes créent une narration. Elle envoie ces cartes à des centaines de destinataires dans le monde, de 1971 à 1973. Les bottes semblent ainsi faire un périple de l'Océan Pacifique jusqu'à New York, s'achevant par une exposition au MoMA, à New York.
En 1972, dans la performance Carving: A Traditional Sculpture, Eleanor Antin photographie son corps à 48 reprises au cours d'un mois de régime drastique. Il s'agit de sa première œuvre féministe. Elle fait le parallèle entre la sculpture grecque et les épreuves auxquelles les femmes sont soumises pour répondre au diktat de la beauté classique.
Pour The Eight Temptations, la même année, elle se photographie encore dans diverses poses théâtrales, mimant sa résistance à la tentation de la nourriture qui ruinerait son régime.
Dans les années 1970 et 1980, elle se met en scène dans plusieurs vidéos incarnant des personnages archétypaux : un roi de la période élisabéthaine, une ballerine romantique, une star de cinéma Noire, ou encore Eleanor Nightingale, mélange d'elle-même et de Florence Nightingale, pionnière des soins infirmiers et de l'usage des statistiques dans le domaine de la santé au XIXe siècle.
Elle utilise le journal comme nouvelle forme de récit, en 1983, dans Being Antinova. Elle y raconte le voyage à New York de la danseuse noire Eleanora Antinova, qui a aussi travaillé comme chorégraphe pour les Ballets russes. On retrouvera ce personnage jusqu'en 1989, sa première apparition datant de 1979 dans Before the Revolution, à la fois exposition et performance. Elle affirmera : « Antinova était ma famille, mon enfance, mes racines d'Europe de l'Est, ma passion naïve pour le ballet et la grande culture. » Eleanor Antin devient parfaitement Antinova, rejoignant ce qu'annonce le titre du livre. Elle parcourt ce qu'elle appelle The Slippery Nature of the Self (La Nature Instable du Moi). Le journal présente également des photographies des ballets qu'elle a chorégraphiés (Pocahontas, The Hebrews, L'esclave, Before the Revolution, Prisoner of Persia), dans lesquels elle apparaît elle-même. Ayant été actrice à la fin des années 1950, elle se met en scène. 
Plus récemment, Eleanor Antin réalise deux séries photographiques inspirées de la mythologie et la Rome antique : The Last Days of Pompeii en 2002 et Roman Allegories, en 2005.
En 2013, elle publie un roman autobiographique appelé Conversations with Stalin (non traduit en français). Il y est question « la lutte d'une jeune femme pour sortir d'une famille dysfonctionnelle appartenant à la première génération d'immigrés juifs staliniens » et de « sa quête désespérée, attendrissante et souvent drôle d'elle-même, de l'art, de la révolution et du sexe, guidée par la figure paternaliste de Staline lui dispensant d'étranges conseils ».
En 2017, elle reprend sa performance Carving des années 1970. Cette fois, elle présente 500 photographies anthropométriques en noir et blanc sur une période de 100 jours. Elle réunit les deux projets Carving dans Time's Arrow.

## Expositions individuelles
- 100 Boots, MoMA, New York, 1973
- Biennale de São Paulo, 1975
- Eleanor Antin, R.N. (Escape from the Tower, It's Still the Same Old Story), Clocktower, New York, 1976
- The Ballerina, Whitney Museum of American Art, New York, 1978
- Eleanor Antin, galerie Marianne Deson, Chicago, 1979
- Angel of Mercy, Los Angeles Institute of Contemporary Art, Los Angeles, 1981
- The Man Without a World, San Diego Museum of Contemporary Art, 1991, La Jolla
- Eleanor Antin Retrospective, Los Angeles County Museum of Art, Los Angeles, 1999
- Multiple Occupancy: Eleanor Antin's 'Selves', Columbia University's Wallach Art Gallery, New York, 2013

## Expositions collectives
- WACK! Art and the Feminist Revolution, the Geffen Contemporary au MOCA, 4 mars - 16 juillet 2007, Los Angeles, Californie.
- Elles@CentrePompidou: Expositions d'Artistes Femmes au Centre Pompidou, 27 mai 2009 - 21 février 2011, Paris, France.
- State of Mind: New California Art Circa 1970, dans l'exposition "Pacific Standard Time" au Getty Center, 1er octobre 2011 - 5 février 2012, Los Angeles, Californie, et Bronx Museum of Art, 23 juin - 8 septembre 2013, Bronx, New York.
- Light Years: Conceptual Art and the Photograph, 1954-1977, Art Institute of Chicago, 10 décembre 2011 - 11 mars 2012, Chicago, Illinois.
- Correspondances, Espace Culturel Louis Vuitton, 1er février - 5 mai 2013, Paris, France.
- Age of Classics ! L'Antiquité dans la culture pop. Musée Saint-Raymond, musée d'archéologie de Toulouse. 22 février - 22 septembre 2019.

## Collections publiques
- MOMA, New York
- Centre Pompidou, Paris
- Jewish Museum, New York
- Musée d'Art Moderne de San Francisco
- Tate Modern, Londres

## Prix
- Jewish Culture Media Achievement Award, Guggenheim Fellowship and the National Foundation, 1999[4]
- Best Show Award from the AICA (International Association of Art Critics), 2002[4]
- Lifetime Achievement Award, Women’s Caucus of the College Art Association, 2006[4]